# Fred Williams
Frederick Ronald (Fred) Williams (23 de enero de 1927-22 de abril de 1982) fue un pintor y grabador australiano. Fue uno de los más importantes artistas de Australia, y unos de los mejores pintores de paisajes del siglo XX. Realizó más de setenta exhibiciones solo durante su carrera en Galerías de Australia, como también la exposición Fred Williams - Paisajes de un Continente en el Museo de Arte Moderno en Nueva York en 1977.

## Comienzos
Fred Williams nació en 1927 en Richmond, un suburbio de Melbourne, Australia, en un hogar de clase media. A la edad de 14 años Williams abandonó la escuela y comenzó a trabajar como aprendiz para una compañía de  Melbourne shopfitters y fabricantes de cajas Desde 1943 hasta 1947 estudio en la National Gallery School, Melbourne, inicialmente en forma de tiempo parcial y luego a tiempo completo a partir de 1945 cuando tenía 18 años de edad. La Gallery School era tradicional y académica, con una trayectoria extensa y prestigiosa. Al año siguiente comenzó a tomar clases hasta 1950 con el pintor George Bell, quien tenía su propia escuela de arte en Melbourne. Bell era un artista moderno conservador pero un maestro muy influyente.
Entre 1951 y 1956, Williams estudio a tiempo parcial en la Chelsea School of Art, Londres (en la actualidad Chelsea College of Art and Design) y en 1954 realizó un curso de grabado en la Central School of Arts and Crafts. He lived in a South Kensington bedsit and subsidised his art practice by working part-time at Savage’s picture framers. Williams regresó a Melbourne en 1956, cuando su familia le envió un pasaje barato para un barco que transportaba visitantes a la  Olimpiada de Melbourne.
Algunas de sus obras formaron parte de la exposición 'Recent Australian Painting' en la Galería Whitechapel, Londres, y la exposición 'Pintura australiana: Colonial, Impresionista, Moderna' en la Galería Tate.

## Obra
Después de trabajar inicialmente principalmente con figuras en pinturas y grabados, comenzó a pintar paisajes después de regresar a Melbourne en 1957, y desde entonces siguió siendo el principal tema en su producción artística.
Mientras aprendía grabado e impresión en Londres, realizó vividos dibujos caricaturizados de la vida contemporánea de Londres. Fue durante este período que estableció su método de volver a trabajar el mismo motivo varias veces en varios medios y muy a menudo durante varios años.
Como artista preocupado por la forma por sobre la subjetividad, el enfoque de Williams fue una nota discordante en la unidad de muchos de sus compañeros cercanos tales como John Brack, Arthur Boyd y Charles Blackman, los autores del famoso manifiesto "Antípodas" de 1959. El trabajo de Williams fue excluido de la exposición principal que ellos realizaron. Como herederos de la tradición expresionista, los antípodos alabaron un enfoque espontáneo e improvisado de la pintura y vieron la función del arte como atribuida a su potencial expresivo. Tenían poco tiempo para, y, de hecho, denunciaron, el "nuevo" arte emergente de Europa, las influencias que cada vez impactaban en mayor medida en el desarrollo de Williams.
A su regreso a Australia, Williams vio el potencial estético del paisaje del interior de Australia en su plasticidad inherente. Su interés lo llevó a buscar un "lenguaje" estético con el que expresar el muy poco europeo paisaje australiano. Esto se basó en establecer un equivalente pictórico al paisaje abrumadoramente vasto, principalmente plano, en el que se rompe la relación tradicional europea de primer plano a fondo, que requiere un replanteo amplio del espacio de la  composición. En este tema, Williams observó el enfoque adoptado por los artistas aborígenes australianos.
Lo hizo inclinando el paisaje contra el plano de la imagen, de modo que con frecuencia el único indicador de recesión horizontal es la presencia de una línea horizonte, o donde grupos de árboles se localizan más cerca del horizonte, sugiriendo recesión. Donde no hay horizonte visible, el paisaje corre completamente paralelo al plano de la imagen, como en la aclamada serie You Yangs de mediados de los años sesenta. Aquí, los nudos de pigmento caligráfico indican la presencia de árboles aislados contra el suelo, como si se vieran desde el aire (ejemplo).
La primera serie de paisajes australianos de Williams estuvo basada en el río Nattai (1957–58).
Los paisajes de Williams plasman el recorrido del río Yarra desde sus nacientes hasta su desembocadura.
En 1960, Williams fue invitado a competir para la Beca de Arte Viajero Helena Rubinstein, el más abultado y prestigioso premio al arte de su época con un premio de £1000 más £300 para gastos de viaje cuyo objetivo era que el ganador realizara una experiencia en el extranjero. Para participar se debían presentar cinco obras y Fred eligió Paisaje con un camino empinado (1957), Paisaje con una construcción I (c. 1957–58), La charca en el bosque (c. 1959–60), Bosque de Sherbrooke (1960) y El río St George (1960). Ganó en 1963 y ello fue un punto importante para su carrera, lo cual según su amigo artista Jan Senbergs, le brindó a Williams amplio reconocimiento, especialmente de muchos curadores influyentes y críticos. El dealer de arte Rudy Komon de Sídney acordó que Williams fuera uno de sus artistas lo cual le permitió a Williams renunciar a su trabajo de tiempo parcial con un fabricante de marcos para cuadros de Melbourne y dedicarse a tiempo completo a la pintura
En 1969, Williams comenzó a utilizar un formato de bandas horizontales en sus pinturas de paisajes para presentar diferentes aspectos de una escena en una misma hoja. En 1970, Williams produjo un formato de pintura consistente en un grupo de cuatro grandes fajas de pinturas a la aguada titulados la serie del West Gate Bridge que mostraban el West Gate Bridge a medio construir sobre el río Yarra en Melbourne. Una sección del puente se derrumbó el 15 de octubre de 1970, mientras estaba en construcción, muriendo 35 trabajadores. Williams había planeado pintar a lo largo del curso del río, pero su viuda, Lyn indicó que luego del accidente él "perdió su motivación por el proyecto" . En su Paisaje playero con bañistas en Queenscliff I-IV series de 1971, Williams pintó desde arriba de un acantilado mirando la playa a sus pies. Cada hoja se encuentra partida horizontalmente en cuatro fajas separadas que representan un instante diferente del día y el correspondiente cambio en color y tono de la escena tal como Williams registró los efectos de la luz sobre el paisaje. Para 1971 había consolidado la técnica, mudándose del formato vertical a un formato horizontal.